# Тапи Роза (Бјела)
Тапи Роза је насеље у Италији у округу Бијела, региону Пијемонт.
Према процени из 2011. у насељу је живело 51 становника. Насеље се налази на надморској висини од 766 м.